# Freestyle alla XXXI Universiade invernale
Le gare di freestyle della XXXI Universiade invernale si sono svolte dal 17 al 20 gennaio 2023 a Gore Mountain, negli Stati Uniti d'America. In programma sei eventi.

## Partecipanti
- Australia (1)
- Austria (2)
- Brasile (1)
- Canada (4)
- Rep. Ceca (3)
- Finlandia (1)
- Germania (3)
- Gran Bretagna (5)
- Giappone (4)
- Slovacchia (3)
- Corea del Sud (1)
- Svizzera (3)
- Thailandia (1)
- Stati Uniti (1)

## Podi

### Uomini
| Evento     | Oro                  | Punti       | Argento         | Punti         | Bronzo          | Punti        |
| Ski cross  | Scott Johns          | Scott Johns | Tim-Ole Mietz   | Tim-Ole Mietz | Niklas Illig    | Niklas Illig |
| Slopestyle | Rai Kasamura         | 97,75       | Manatsu Sato    | 93,50         | Paul Vieuxtemps | 93,25        |
| Big Air    | Jakob Theodor Geßner | 182,50      | Paul Vieuxtemps | 172,25        | Vojtěch Břeský  | 158,00       |

### Donne
| Evento     | Oro           | Punti         | Argento         | Punti          | Bronzo                     | Punti                      |
| Ski cross  | Lin Nakanishi | Lin Nakanishi | Nikola Fričová  | Nikola Fričová | Elizabeth Anne Filiatrault | Elizabeth Anne Filiatrault |
| Slopestyle | Yuna Koga     | 94,75         | Michelle Rageth | 92,25          | Thea Fenwick               | 74,00                      |
| Big Air    | Yuna Koga     | 172,75        | Michelle Rageth | 169,25         | Viivi Paljärvi             | 160,25                     |

## Medagliere
| Pos.   | Paese         | Oro | Argento | Bronzo | Totale |
| ------ | ------------- | --- | ------- | ------ | ------ |
| 1      | Giappone      | 4   | 1       | 0      | 5      |
| 2      | Germania      | 1   | 1       | 1      | 3      |
| 3      | Gran Bretagna | 1   | 0       | 1      | 2      |
| 4      | Svizzera      | 0   | 2       | 0      | 2      |
| 5      | Thailandia    | 0   | 1       | 1      | 2      |
| 6      | Slovacchia    | 0   | 1       | 0      | 1      |
| 7      | Canada        | 0   | 0       | 1      | 1      |
| 7      | Finlandia     | 0   | 0       | 1      | 1      |
| 7      | Rep. Ceca     | 0   | 0       | 1      | 1      |
| Totale | Totale        | 6   | 6       | 6      | 18     |